# Чистово (Владимирская область)
Чистово — упразднённая деревня в Вязниковском районе Владимирской области России.

## География
Урочище находится в северо-восточной части области, в зоне хвойно-широколиственных лесов, в пределах Волжско-Окского междуречья, при автодороге 17Н-166, на расстоянии 24 километров (по прямой) к юго-юго-западу от города Вязники, административного центра района.

### Климат
Климат характеризуется как умеренно континентальный. Средняя температура воздуха самого холодного месяца (января) — −11,1 °C (абсолютный минимум — −48 °С), средняя максимальная температура воздуха (июля) — +23,3 °С (абсолютный максимум — +37 °С). Годовое количество атмосферных осадков составляет около 607 мм, из которых 413 мм выпадает в период с апреля по октябрь.

## История
В «Списке населенных мест Владимирской губернии по сведениям 1859 года» населённый пункт упомянут как владельческая деревня Гороховецкого уезда, расположенная в 54 верстах от уездного города. В деревне насчитывалось 12 дворов и проживало 100 человек (49 мужчин и 51 женщина).
По состоянию на 1905 год, в Чистове имелось 29 дворов и проживало 184 человека. В административном отношении деревня входила в состав Сергиевской волости.
По данным 1926 года в деревне имелось 45 крестьянских хозяйств и проживало 225 человек (110 мужчин и 115 женщин). Являлась частью Медведевского сельсовета.
На момент упразднения входила в состав Сергиево-Горского сельсовета Вязниковского района. Упразднена решением облисполкома № 319 от 16 мая 1986 года как фактически не существующая.